# Bruno Quadros
Bruno Everton Quadros (* 3. Februar 1977 in Rio de Janeiro) ist ein ehemaliger brasilianischer Fußballspieler. Seit 2012 ist er als Fußballtrainer tätig, derzeit in Japan bei Hokkaido Consadole Sapporo.

## Karriere
Der 1,84 Meter große Abwehrspieler begann seine Karriere 1986 beim brasilianischen Verein Flamengo Rio de Janeiro, bei dem er zwei Jahre unter Vertrag stand und in 32 Ligaspielen zwei Tore erzielte. Nach drei Jahren unterschrieb einen neuen Vertrag bei Botafogo, bei dem er in zwölf Ligaspielen ein Tor erzielte. Nach einem Jahr kehrte er zu Flamengo zurück und wechselte direkt zum türkischen Verein Galatasaray Istanbul.
Für seine nächsten zwei Jahre ging er wieder zurück nach Brasilien. Nach verschiedenen kurzfristigen Anstellungen kam er 2002 beim Guarani FC unter Vertrag, bei welchem er im ersten Jahr 18 Ligaspiele absolvierte. Im zweiten und letzten Jahr nahm er an 41 Ligaspielen teil und erzielte ein Tor. In seinem letzten Jahr in Brasilien unterzeichnete er einen Vertrag Cruzeiro Belo Horizonte.
Danach zog es ihn für drei Jahre nach Japan zu Cerezo Osaka. Über eine Zwischenstation beim Consadole Sapporo kam Bruno 2008 zum Tokyo Verdy. Mit diesem konnte er 2009 mit dem Gewinn des J. League Cup feiern. Gleich danach verließ er Japan Richtung Zypern zum Alki Larnaka.
In seinem letzten Jahr als Fußballspieler unterzeichnete er einen Vertrag beim CA Linense in Brasilien. 2012 unterschrieb er beim selben Verein einen Trainervertrag. 2014 nahm ihn der Duque de Caxias unter Vertrag. In der Saison 2015 trainierte er den Marília AC während der Austragung der Staatsmeisterschaft von São Paulo. Anfang 2016 unterzeichnete er einen Assistenz-Trainervertrag bei Hokkaido Consadole Sapporo in Japan. Hier arbeitete er bislang (Stand 6. Dezember 2021) bis 2017 unter Shūhei Yomoda in 87 Spielen und unter Michael Petrović seit 2018 in 179 Spielen.

## Erfolge
Flamengo
- Torneio Quandrangular de Brasília: 1997
- Taça Cidade de Juiz de Fora: 1997
- Copa Rede Bandeirantes: 1997
- Copa dos Campeões Mundiais: 1997
- Taça Guanabara: 1999, 2001
- Staatsmeisterschaft von Rio de Janeiro: 1999, 2001
- Taça Rio: 2000

Botafogo
- Torneio Rio-São Paulo: 1998

Cruzeiro
- Staatsmeisterschaft von Minas Gerais: 2004

Consadole Sapporo
- Meister 2. Liga Japan: 2007

FC Tokyo
- Japanischer Pokalsieger: 2009